# あにいもうと (1953年の映画)
『あにいもうと』は、1953年（昭和28年）8月19日に公開された日本映画。製作・配給は大映。大映東京撮影所で制作された。モノクロ/スタンダード/モノラル。上映時間は87分、映倫番号:1004。
室生犀星の小説『あにいもうと』の映画化作品の一つ。『秋立ちぬ』、『浮雲』の成瀬巳喜男が監督、脚本は成瀬との作品も多い、水木洋子が担っている。出演は『羅生門』の京マチ子、『野火』の船越英二、浦辺粂子などである。なお、当時、映画監督を志していた田中絹代が監督見習いとして参加し、成瀬監督から映画作法、演出術を学んでいる。1953年度第27回キネマ旬報ベスト・テン第5位。
1976年には、水木による脚本で同原作の映画が製作・公開されている。

## キャスト
- もん：京マチ子
- さん：久我美子
- 伊之吉：森雅之
- 赤座：山本礼三郎
- りき：浦辺粂子
- 小畑：船越英二
- 鯛一：堀雄二
- とき子婆さん：本間文子
- 貫一：潮万太郎
- 喜三：宮島健一
- 豊五郎：山田禅二
- 坊さん：河原侃二
- 茶店の客：高品格

ほか

## スタッフ
- 企画：三浦信夫、市川久夫
- 監督：成瀬巳喜男
- 原作：室生犀星
- 脚本：水木洋子
- 撮影：峰重義
- 美術：仲美喜雄
- 録音：西井憲一
- 照明：安藤真之助
- 音楽：斎藤一郎
- 装置：小宮清
- 装飾：尾上芳夫
- 小道具：永川勇吉
- 背景：中村桂太郎
- 園芸：阪根音次郎
- 工作：田村誠
- 電飾：金谷省吾
- 技髪：鈴木英久
- 結髪：篠崎卯女賀
- 衣裳：堀口照孝
- 音響効果：花岡勝次郎
- 移動：小野秀吉
- スチール：椎名勇
- 記録：堀本日出
- 俳優事務：中山照子
- 撮影助手：中尾利太郎
- 録音助手：三橋真
- 照明助手：田熊源太郎
- 進行係：阪根慶一
- 編集：鈴木東陽
- 助監督：西條文喜、富本壮吉
- 製作主任：西澤康正

## 備考
- 同原作による最初の映画化は、1936年に木村荘十二監督の手によりピー・シー・エル映画製作所が製作している。作品名は『兄いもうと』。
- 製作時に、大映で企画を担った市川久夫の回顧録『人間走馬燈』には、多摩川ロケでのエピソードが記述されている。